# Dhatukaya
Dhatukaya é um dos sete textos do abidarma Sarvastivada. Dhatukaya significa "grupo de elementos". Foi escrito por Purna (de acordo com as fontes em sânscrito e tibetano) ou  Vasumitra (de acordo com as fontes chinesas).  Traduzido para o chinês por Xuanzang: T26, No. 1540, 阿毘達磨界身足論, 尊者世友造, 三藏法師玄奘奉　詔譯, em 3 fascículos curtos.
Este texto comparativamente curto, exibe similaridades com o texto páli Dhātukathā, em estilo e formato, apesar de usar um matrika diferente. Ele também demonstra uma conexão próxima com o Prakaranapāda, através de diversos itens comuns a ambos. Em particular, na sua divisão sétupla dos darmas, ele provê uma observação mais próxima acerca das diversas divisões dos darmas, em particular chitta e chaitasika, com seus aspectos associados e não-associados. Como não é mencionado no Mahahvibhasa, isto também sugere também sugere que ou ele é um texto posterior ou originalmente um fragmento removido de um texto mais antigo.